# 科里山口
科里山口（又译科拉拉、科拉纳）是中国西藏仲巴县和尼泊尔道拉吉里专区木斯塘之间的山口。在海拔高度4,660（15,290英尺），它被认为是青藏高原和印度次大陆之间最低的可行驶路径。2023年11月，在科里山口新建的中尼边界公路里孜口岸正式通车。

## 地理
科里山口位于雅鲁藏布江流域和恒河流域之间的分水岭上。在海拔高度4,660（15,290英尺），它是横跨喜马拉雅山脉的最低山口。因此，它在乔戈里峰连接至珠穆朗玛峰的山脊线上形成了的主鞍部(Key col)。 甘达基河的源头靠近山口的南侧，山口的北侧有曲康义河和惹阿曲河，会合成雄曲，汇入雅鲁藏布江。

## 历史
科里山口是两个地区之间最古老的路线之一。它在历史上被用于西藏和尼泊尔王国之间的盐羊贸易。直到 2008 年尼泊尔改宪法，废除君主制从建为共和国，木斯塘是一个藏族王国，尼泊尔国王是他的宗主。宗主权允许地方治理在一定程度上独立于尼泊尔中央政府。
在 1950 年代末和 60 年代，西藏游击队四水六岗在木斯塘行动，意图突袭解放军在西藏的阵地。这导致了一起边界事件“科里山口事件”，一名被中国边防部队误认为西藏叛乱分子的尼泊尔军官被杀。
1961年中华人民共和国和尼泊尔王国正式签署边界协定。科里山口的传统位置以佛塔为标志，位于29°18′14″N 83°58′7″E / 29.30389°N 83.96861°E，在中国和尼泊尔之间划定的边界以南一点。受边界事件影响，边界被设置在传统边界标志(佛塔)的北侧。
1999年12月，第十七世噶玛巴(大宝法王)伍金赤列多吉通过该地区逃离西藏。作为回应，中国随即修建了边界围栏。在中国一侧4.5公里处有一座名为“昆木加”的解放军边防哨所，“昆木加”在藏语中的意思是“花开的地方”，位于曲康义河畔的扎甲吾，是西藏军区最西边的边防哨所。前哨站于 2009 年进行了翻新，拥有现代化的设施。
自 1960 年代以来，边界一直关闭。但是，有一个半年一次的跨境贸易展览会，在此期间边界对当地贸易商开放。2012年，尼泊尔和中国同意再开放6个官方口岸，位于科里山口的里孜口岸就是其中之一。2016年7月，尼泊尔政府宣布这个口岸预计将开放，并预计它将成为两国之间第三重要的口岸。截至2022年 ，中方边境基础设施已经完成，尼泊尔当局正在升级路网。